# Котлиська (Лодзинське воєводство)
Котлиська (пол. Kotliska) — село в Польщі, у гміні Кутно Кутновського повіту Лодзинського воєводства.
Населення — 83 особи (2011).
У 1975-1998 роках село належало до Плоцького воєводства.

## Демографія
Демографічна структура станом на 31 березня 2011 року:
|          | Загалом | Допрацездатний вік | Працездатний вік | Постпрацездатний вік |
| -------- | ------- | ------------------ | ---------------- | -------------------- |
| Чоловіки | 40      | 5                  | 31               | 4                    |
| Жінки    | 43      | 5                  | 25               | 13                   |
| Разом    | 83      | 10                 | 56               | 17                   |